# Smardzów (Głogów)
Pour les articles homonymes, voir Smardzów.
Smardzów est une localité polonaise de la gmina de Jerzmanowa, située dans le powiat de Głogów en voïvodie de Basse-Silésie.